# Mishawaka
Mishawaka è una città degli Stati Uniti d'America, situata nella Contea di St. Joseph, nello Stato dell'Indiana.
La popolazione era di 46 557 abitanti nel censimento del 2000.